# سیل ۱۳۴۱ تهران
سیل ۱۳۴۱ تهران ، بر اثر بارش شدید باران تهران پس از یک روز تمام در ساعت ۸ شب اول اردیبهشت حدود نیم متر آب در خیابان‌های تهران جمع شد.

## جزئیات سیل

### شمال تهران
در محمودیه تهران دوازده خانه ویلایی در قریه ولنجک سه خانه در قریه اوین شش خانه تخریب و در قریه کاشانک چندین خانه آسیب دید.

### جنوب تهران
در جنوب تهران نهر فیروزآباد طغیان کرد و سراسر محله‌های جنوب تهران جی و مهرآباد، آریانا، بریانک و سلیمانیه و خیابان قزوین، رباط کریم، کوی مهناز، تیموری، شاه‌آباد نو، امامزاده حسن، اراضی خزانه، اتابک، جوادیه و نازی‌آباد آسیب فراوانی دیدند.
سیل به قریه عظیم آباد و محله جوانمرد قصاب در شهر ری خسارت فراوان زد.